# Alisan Porter
Alisan Porter (Worcester, Massachusetts, 20 de junio de 1981) es una antigua actriz infantil, cantante, CEO de The Lil' Mamas, y bailarina estadounidense. 

## Vida y carrera
Porter nació en Worcester, Massachusetts. Porter es judía. Su abuela maternal, cuyo suegro Joseph Klein fue un prominente rabino Worcester, dirigió el Centro de Baile Charlotte Klein en Worcester. La madre de Porter, Laura Klein, fue entrenadora de baile para Diane Klimaszewski & Elaine Klimaszewski (ahora más conocidas como las Coors Light Twins), que aparecieron en Star Search en 1987 en la categoría de vocalista joven. Mientras estaba en Los Ángeles la aparición de las gemelas en el show, el productor escuchó a Porter cantando en la recepción del hotel y la tuvo en el siguiente episodio. Ha estado cantando y actuando desde los tres años de edad; a los cinco años de edad, se convirtió en la participante más joven en ganar Star Search. Como actriz, es conocida por el papel de Curly Sue en la película La pequeña pícara. Coprotagonizó junto a Tim Curry una escena introductoria de una ceremonia de premias donde ambos "salían" de la película al mundo real a través de los efectos especiales. 
Porter continuó interpretando en el instituto en Westport, Connecticut, donde se unió al grupo de teatro y participó en varias representaciones. Cuando tenía dieciocho años, se mudó a Nueva York y audicionó para espectáculos de Broadway. Fue parte del elenco deFootloose como Urleen.
Porter vive en Los Ángeles, donde ha estado trabajando en su carrera musical. Durante este tiempo,  protagonizó como Miriam en The Ten Commandments: The Musical en el teatro Kodak en Los Ángeles junto a Val Kilmer, Adam Lambert y a la estrella de Broadway Lauren Kennedy. En 2003, la banda The Raz se formó, con Porter como vocalista y principal compositora. The Raz se disolvió en 2004. En marzo de 2005, ella anunció la creación de una segunda banda, The Alisan Porter Project. Durante 2006, actuó en el revival de 2006 de A Chorus Line como Bebe Bensonheimer en el teatro Gerald Schoenfeld de Nueva York.
Desde diciembre de 2008, Porter es columnista que contribuye a la revista Movmnt. Porter fundó la página web para madres, www.thelilmamas.com, en 2012, con Celia Behar como cocreadora.
El 10 de marzo de 2012, Porter se casó con Brian Autenreith, un exportador de fruta y antiguo actor de Days of Our Lives, en California. Tienen dos hijos: Mason Blase (nacido el 17 de julio de 2012) y Aria Sage (nacida el 8 de mayo de 2014).
Ganadora Del programa de Televisión La Voz USA 2016

## Música
El 9 de octubre de 2009, se lanzó el álbum debut independiente de Porter. La amiga de Porter Scarlett Cherry escribió y produjo el álbum.
Lista de canciones:
1. 6am
2. C'mon
3. My Only
4. Sorry
5. I Can't Stop the World
6. Dimension
7. The Hard way
8. Never Easy
9. Back To Earth
10. For Us
11. The End Song (en directo en el Cinegrill)
12. Into The Fire

Como coescritora:
1. Adam Lambert, 2009, For Yor Entertainment

-Aftermath (Adam Lambert, Alisan Porter, Ferras, Ely Rise)
1. Scarlett Cherry, 2011 Labor of Love

-Angel (Alisan Portero, Ely Rise, Scarlett Cherry, Lee Cherry, Guy Baruch)
-Sleep Unitl You Dream (Alisan Porter IIsey Juber, Jordania Lawhead, Scarlett Cherry, Lee Cherry)
-Never Knew Love (Alisan Porter, Ely Rise, Scarlett Cherry, Lee Cherry)

## Filmografía
| Película   | Película                          | Película       | Película                     |
| Año        | Película                          | Papel          | Notas                        |
| ---------- | --------------------------------- | -------------- | ---------------------------- |
| 1988       | Homesick                          | Maggie         |                              |
| 1989       | Parenthood                        | Taylor Buckman |                              |
| 1990       | Stella                            | Jenny (8 años) |                              |
| 1990       | Te amaré hasta que te mate        | Carla Boca     |                              |
| 1991       | Curly Sue                         | Curly Sue      |                              |
| 2003       | Shrink Rap                        | Brandi         |                              |
| 2006       | The Ten Commandments: The Musical | Miriam         |                              |
| Televisión |                                   |                |                              |
| Año        | Título                            | Papel          | Notas                        |
| 1987       | Pee-wee's Playhouse               | Li'l Punkin    | 2 episodios                  |
| 1987       | I'll Take Manhattan               | Joven Maxi     | Miniserie                    |
| 1987       | Family Ties                       | Niña           | 1 episodio                   |
| 1989–1990  | Chicken Soup                      | Molly Peerce   | 12 episodios                 |
| 1990       | Perfect Strangers                 | Tess Holanda   | 1 episodio                   |
| 1990       | When You Remember Me              | Kelly          | Película para TV             |
| 1991       | The Golden Girls                  | Melissa        | 1 episodio                   |
| 2001       | Undressed                         | Belinda        | Episodios de la 4ª temporada |

## Premios y nominaciones
| Año  | Premio                | Resultado | Categoría                                                                        | Película o serie |
| ---- | --------------------- | --------- | -------------------------------------------------------------------------------- | ---------------- |
| 1992 | Premios Artista Joven | Nominada  | Mejor Actriz Joven Invitada Protagonista o Recurrente en una Serie de Televisión | The Golden Girls |
| 1993 | Premios Artista Joven | Ganadora  | Mejor Actriz Protagonista de una Película                                        | Curly Sue        |